# 3 Zaporoska Brygada Strzelców
3 Zaporoska Brygada Strzelców – oddział piechoty Armii Ukraińskiej Republiki Ludowej.

## Formowanie i zmiany organizacyjne
W wyniku rozmów atamana Symona Petlury z naczelnikiem państwa i zarazem naczelnym wodzem wojsk polskich Józefem Piłsudskim prowadzonych w grudniu 1919, ten ostatni wyraził zgodę na tworzenie ukraińskich jednostek wojskowych w Polsce.
Brygada została sformowana na mocy rozkazu dowódcy 1 Zaporoskiej Dywizji Strzelców nr 99 z 22 października 1920. W jej skład weszły: 4 Bohuński kureń piechoty i Bohuno-Karmelucki kureń piechoty. Później brygada została uzupełniana poprzez mobilizację przeprowadzoną w Międzyborzu w jego okolicach. Skompletowano trzy pełne pododdziały: 7 kureń. im. płk. Iwana Bohuna, 8 kureń  im. Atamana Jana Karmeluka i nowo utworzony 9 kureń im. Hetmana Piotra Sahajdacznego.
W związku z podpisaniem przez Polskę układu o zawieszeniu broni na froncie przeciwbolszewickim, od 18 października  wojska ukraińskie zmuszone były prowadzić działania zbrojne samodzielnie.
21 listopada, pod naporem wojsk sowieckich, brygada doznała dużych strat i przeszła na zachodni brzeg Zbrucza, gdzie została internowana przez Wojsko Polskie. Jej żołnierzy skierowano do obozu internowania w Pikulicach.
Rozkazem dowódcy dywizji nr 171 21 czerwca 1921 3 Zaporoska Brygada Strzelców została przekształcona w jeden zbiorczy kureń z dwoma sotniami, który wszedł w skład 2 Zaporskiej Brygady Zbiorczej, początkowo z numerem porządkowym 6, a od 26 czerwca z numerem 4.
Rozkazem dowódcy dywizji nr 181 z 30 czerwca 4 kureń zbiorczy ponownie otrzymał imię atamana Jana Karmeluka, jego 1 sotnia – płk. Iwana Bohuna, a 2 sotnia – hetmana Piotra Sahajdacznego.

Rozkazem dowódcy 1 Zaporoskiej Dywizji Strzelców nr 252 z 6 października 1922, kureń został przekształcony w sotnię zbiorczą, a sotnie w czoty. Pododdziały  zachowały swoje tradycyjne nazwy.

## Struktura organizacyjna
Organizacja brygady w listopadzie 1920
- dowództwo i sztab
- drużyna łączności
- oddział zaopatrzenia
- 7 Zaporoski kureń strzelców im. płk. Iwana Bohuna
- 8 Zaporoski kureń strzelców im. Atamana Jana Karmeluka
- 9 Zaporoski kureń strzelców im. hetm. Piotra Sahajdacznego

## Żołnierze oddziału
| Dowództwo jednostki      |                        |       |
| Stopień, imię i nazwisko | Okres pełnienia służby | Uwagi |
| Dowódca brygady          |                        |       |
| płk lhor Trockyj         | 22 X 1920 – 24 VI 1921 |       |
| Szef sztabu              |                        |       |
| sot. Oleksa Hensurowskyj | 22 X 1920 – 24 VI 1921 |       |